# محقق فذ (مسلسل)
محقق فذ (بالإنجليزية: True Detective) هو مسلسل إنثولوجي دراما وجريمة تلفزيوني أمريكي من إنشاء نك بيزولاتو. المسلسل يبث على HBO في الولايات المتحدة، وعرض لأول مرة في 12 يناير 2014. كل موسم منه يقدم طاقم تمثيل وشخصيات وقصة وخلفية جديدة.
نك بيزولاتو في البداية تخيل السلسلة على شكل رواية، ولكن لاحقاً، عندما بدأت تأخذ شكلا واضحا، شعر أنها أكثر ملاءمة للتلفزيون. الموسم الأول من بطولة ماثيو ماكونهي ووودي هارلسون بدور محققي جرائم قتل في شرطة ولاية لويزيانا يحاولان الأمساك بقاتل متسلسل على مدار 17 سنة. الموسم الثاني تقع أحداثه في كاليفورنيا ومن من بطولة كولين فاريل ورايتشل مكأدامز وتايلور كيتش وفينس فون وكيلي ريلي. تتبع القصص المتشابكة لثلاثة رجال شرطة (فايرل ومكآدمز وكيتش) ورجل عصابات (فون) بعد العثور على جثة رجل أعمال فاسد على جانب الطريق. الموسم الثالث من بطولة ماهرشالا علي وستيفن دورف بدور محققين في شرطة ولاية أركنساس يحاولان كشف لغز أختفاء طفلين. الموسم الرابع والذي يحمل عنوان نايت كونتري يتبع التحقيقات في اختفاء 8 رجال من محطة ابحاث في ألاسكا، ومن بطولة جودي فوستر وكالي ريس.
تلقى الموسم الأول إشادة واسعة النطاق من النقاد وحصل على تقييمات عالية لشبكة HBO. تم ترشيحه وفاز بالعديد من الجوائز بشكل رئيسي عن التمثيل والتصوير السينمائي والكتابة والإخراج. كان الاستقبال للموسم الثاني أكثر انقسامًا، على الرغم من أن المسلسل حافظ على نسبة مشاهدة عالية لـ HBO. تلقى الموسم الثالث تقييمات إيجابية، لكنه شهد انخفاضًا في نسبة المشاهدة.
موسم رابع تدور أحداثه في ألاسكا عُرض لأول مرة في 14 يناير 2024. ومن بطولة جودي فوستر وكالي ريس، مع كاتب ومخرج عيسى لوبيز.

## طاقم التمثيل

### الموسم الأول
- ماثيو ماكونهي بدور المحقق رستن سبنسر «رست» كول
- وودي هارلسون بدور المحقق مارتن إريك «مارتي» هارت
- ميشيل موناغان بدور ماغي هارت

### الموسم الثاني
- كولين فاريل بدور المحقق ريموند «راي» فولكورو، شرطة مدينة فينشي
- رايتشل مكأدامز بدور المحققة أنتيجون «أني» بيزاريدس، مكتب شريف مقاطعة فينتورا
- تايلور كيتش بدور الشرطي بول وودرغ، دوريات كاليفورنيا
- فينس فون بدور فرانسيس «فرانك» سيميون، مجرم ورجل أعمال
- كيلي ريلي بدور جوردان سيميون، زوجة فرانك

### الموسم الثالث
- ماهرشالا علي بدور واين هايز، محقق في شرطة ولاية أركنساس
- راي فيشر بدور رولاند ويست، محقق في شرطة ولاية أركنساس
- كارمين إجوجو بدور اميليا ريردون، مدرسة في إحدى المدارس
- سكوت مكنيري بدور توم، والد الطفلين المفقودين

## الحلقات
| الموسم | الموسم | الحلقات                                             | تاريخ البث الأصلي | تاريخ البث الأصلي |
| الموسم | الموسم | الحلقات                                             | بداية الموسم      | نهاية الموسم      |
| ------ | ------ | --------------------------------------------------- | ----------------- | ----------------- |
|        | 1      | 8                                                   | 12 يناير 2014     | 9 مارس 2014       |
|        | 2      | 8                                                   | 21 يونيو 2015     | 9 أغسطس 2015      |
|        | 3      | 8 نسخة محفوظة 20 أكتوبر 2018 على موقع واي باك مشين. | 13 يناير 2019     |                   |

## الاستقبال النقدي

### موسم 1
تلقى الموسم الأول مراجعات إيجابية جداً من قبل النقاد. حصل على تقييم 87% على موقع الطماطم الفاسدة، بناءً على 65 مراجعة، مع متوسط تقييم 8.8/10. ميتاكريتيك أعطى الفيلم 87 من 100 بناءً على 41 مراجعة نقدية.

### موسم 2
حظي الموسم الثاني باستقبال متوسط. حصل على تقييم 64% على موقع الطماطم الفاسدة، بناءً على 72 مراجعة، مع متوسط تقييم 6.6/10. ميتاكريتيك أعطى الفيلم 61 من 100 بناءً على 41 مراجعة نقدية.

### موسم 3
تلقى الموسم الثالث مراجعات إيجابية عموما. حصل على تقييم 84% على موقع الطماطم الفاسدة، بناءً على 54 مراجعة، مع متوسط تقييم 4.17/10. ميتاكريتيك أعطى الفيلم 70 من 100 بناءً على 31 مراجعة نقدية.

## جوائز

### الموسم الأول
في الحفل السادس والستون لتوزيع جوائز ايمي ترشح المسلسل لخمسة جوائز منها أفضل مسلسل درامي وأفضل ممثل في دور رئيسي لكل من ماثيو ماكونهي ووودي هارلسون.

## روابط خارجية
- محقق فذ على موقع IMDb (الإنجليزية)
- محقق فذ على موقع ميتاكريتيك (الإنجليزية)
- محقق فذ على موقع الموسوعة البريطانية (الإنجليزية)
- محقق فذ على موقع روتن توميتوز (الإنجليزية)
- محقق فذ على موقع فيلمافينيتي (الإسبانية)
- محقق فذ على موقع كينوبويسك (الروسية)
- محقق فذ على موقع ألو سيني (الفرنسية)
- محقق فذ على موقع قاعدة بيانات الفيلم (الإنجليزية)